# Dilophus palaeofebrilis
Dilophus palaeofebrilis är en tvåvingeart som beskrevs av Skartveit 2009. Dilophus palaeofebrilis ingår i släktet Dilophus och familjen hårmyggor. Inga underarter finns listade i Catalogue of Life.